# フィンチ家の奇妙な屋敷でおきたこと
『フィンチ家の奇妙な屋敷でおきたこと』（フィンチけのきみょうなやしきでおきたこと、原題：What Remains of Edith Finch）は、アメリカのインディーゲームスタジオGiant Sparrowが開発しアンナプルナ・インタラクティブより発売された3Dアドベンチャーゲーム。

## 概要
一族の人物が次々と不慮の死を遂げ周囲から呪われた一族とも称されるフィンチ家を巡る物語が展開される。一族最後の人物である主人公の女性エディスは、かつて自身が暮らしていた屋敷を6年ぶりに訪れ、内部にある遺品などをきっかけにして各人物の死の直前の場面を追体験していく。その場面の多くは抽象的な表現で描写されていて虚実が判然とせず、死因はプレイヤーの解釈に委ねられている。
ゲームは主にエディスの一人称視点で進行する。プレイ中に表示される独白などの文章は、プレイヤーの進行方向を誘導するように空間上に浮かび上がり、場面によっては文字が散らばるなど演出の一部にもなっている。各人物にまつわる特定のものを調べると、一部を除き対象人物の視点で死の直前の場面を追体験するパートに切り替わる。

## フィンチ家の人物
物語内でエピソードが語られる順に記載。エピソードは必ずしも時系列順ではない。人物同士の関係性については「家系図」を参照。
モリー (Molly)
エディスの大伯母。10歳没。
死亡する直前の日記では、自身が体験したという不思議な出来事について次のように記している。夕食抜きのまま母のイーディに寝かしつけられ夜に目を覚ましたモリーは、空腹を癒やそうと部屋の中にあったネズミの餌や練歯磨きなどを食べ続けていると、窓の外に1羽のツバメを発見する。そのツバメに手を伸ばそうとした次の瞬間、自身の体は猫になっていた。モリーはツバメを追いかけて捕食する。その後、姿をフクロウ、サメと変えながら動物をさらに捕食していき、最後にはヘビのような姿で人間に襲い掛かる。ここでモリーは突然元の姿に戻るが、結局、自身の空腹感は満たされなかった。
理由は不明だが、エディスの母のドーンは飼い猫にモリーと名付けている。
オーディン (Odin)
エディスの高祖父。56歳または57歳没。生没年が判明している登場人物の中で最も生年が早い。
妻のインゲボルグ（Ingeborg）と生後間もない息子ヨハン（Johann）の死をきっかけに居住地のノルウェーからの移住を決意し、1937年1月7日、巨大な船に家を丸ごと乗せ、家族とともに出航する。しかし、アメリカ・ワシントン州の沖合で高波に襲われ、この際に命を落とす。残された家族（娘のイーディとその夫のスヴェン（Sven Hoffstad Finch）、孫娘のモリー）は移住の地であるワシントン州のオーカス島への到着後に墓地を作りオーディンを葬る。
カルビン (Calvin)
エディスの大伯父。11歳没。
崖沿いの木の枝に吊られたブランコに乗り、勢いをつけて一回転させようと試みる。傍で無理だと言っていた双子の弟のサムは母イーディから呼ばれ食事をとりに屋敷へ戻ったが、前年の姉バーバラの葬儀の際にもう絶対に怖がらないと誓ったことを胸に漕ぎ続けていると、ついに一回転させることに成功する。しかし、勢いあまって体が崖の向こうへ飛び出す。
バーバラ (Barbara)
エディスの大伯母。16歳没。
幼少期には子役スターとして名を馳せたが成長後は苦悩を重ねる。
エディスがバーバラの部屋の中で見つけたホラーコミックには、屋敷内で怪物に扮したファンの集団にバーバラが襲われ殺害されたとする死亡日の顛末が描かれているが、読了したエディスは「馬鹿げてた」と内容を一蹴している。
ウォルター (Walter)
エディスの大叔父。52歳没。
姉のバーバラと兄のカルビンを続けて亡くした現実から逃れるように屋敷の地下のシェルターへ移り住み、そこで30年以上にわたり生活する。シェルターでは定時になると内部が大きく振動する現象が長年にわたり続いていたが、2005年3月24日には振動が起こらず、1週間が経過した3月31日になっても止まったままだった。これを機にシェルターからの脱出を決意しハンマーで外壁を砕いて外へ出ると、そこは線路が敷かれたトンネルの内部だった。少し歩いてトンネルを抜けると太陽の光に包まれるが、直後に列車の走行音と警笛のような轟音が響く。
ウォルターの死去時点でエディスは6歳だったが、直接会うことはなく居場所についても知らされなかった。
サム (Sam)
エディスの祖父。33歳没。1番目の妻ケイ（Kay Carlyle）との間に1女2男の子供がおり、後に別の女性（名前不詳）と再婚している。
趣味の写真撮影を兼ねて、娘のドーンとともに渓谷へ狩りに出かける。風景や互いの姿を写真に収めている中で小高い崖の上に1頭のシカを発見したため、嫌がるドーンに猟銃を持たせてシカを狙うように指示し、発射した弾が命中する。その後、カメラのセルフタイマーをセットして獲物の傍にいる自身の姿を撮ろうとするが、瀕死のシカが突然暴れたためバランスを崩し、シャッターが切られるタイミングと同時に崖下へ転落する。
グレゴリー (Gregory)
エディスの叔父。1歳没。
浴室での入浴中、傍にいた母親のケイがサムからの電話に気を取られてその場を離れるが、直後に蛇口の栓が回って浴槽の水位が上がり体が沈む。
グレゴリーの場面のBGMには、ピョートル・チャイコフスキー作曲のバレエ音楽『くるみ割り人形』より「花のワルツ」が使用されている。
ガス (Gus)
エディスの叔父。13歳没。
屋敷の外にある海岸沿いの庭で父サムの再婚を祝う結婚式が開かれたが、再婚に対して激しい拒絶感を抱いていたため、式に参加せず離れた場所でカイトを飛ばし続ける。そうした中、当初は晴れていた空が次第に曇り始め、やがて強風を伴う雷雨となる。人々はテントに退避するが強風はそのテントを吹き飛ばし、外にいたガスに飛散物が直撃する。
ミルトン (Milton)
エディスの次兄。エディスが4歳の時（ミルトンが10歳から11歳の時）に突如姿を消し行方不明となる。
10歳の誕生日に曾祖母のエディスから小屋を与えられて以降、その中で油絵に没頭していた。小屋内の祭壇に置かれている「魔法の絵筆（The Magic Paintbrush）」と題したフリップブックには、ミルトンと思われる人物が大きなキャンバスに扉を描いた後、その扉を開き中へ入っていく様子が描かれている。
ミルトンの部屋にはGiant Sparrowが開発した前作『The Unfinished Swan』で用いられた画像が壁に描かれており、本作ディレクターのIan Dallasはミルトンが前作の物語の王になったとしている。
ルイス (Lewis)
エディスの長兄。21歳没。
弟のミルトンの失踪を機に部屋に閉じこもり薬物中毒にも陥っていたが、その後、母ドーンから紹介された缶詰工場で働き始める。仕事内容はベルトコンベアで次々に運ばれてくる鮭の頭部を切断していくだけの単調なものだが、その作業中に、自身の分身である冒険者がファンタジー世界を旅するという白昼夢を見るようになる。その世界は回を追うごとに描写が詳細になっていき、旅の最終地点である宮殿に辿り着くころには白昼夢の世界こそが現実だという考えに至る。宮殿の広間で待っていた王族から冠を差し出された冒険者は、その場に置かれたギロチンのような装置の前で頭をかがめ、鋭く重厚な金属音とともに冒険は終わる。
イーディ (Edie)
エディスの曾祖母。93歳没。名前は「イーディスSr.（Edith Sr.）」とも呼ばれる。夫のスヴェンは、自身で制作していた竜の形の木製滑り台が崩れて下敷きになり49歳で亡くなっている。
一族の多くの死を見つめ続け、各人の墓石のデザインも自ら行っている。孫のドーンと曾孫のエディスが屋敷を出ていくことになった夜に、これまでのフィンチ家の物語を伝えるため自身で記した本をエディスに託そうとするがドーンにより阻止され、エディスを引きずるように車に乗せたドーンはそのまま屋敷を後にする。翌朝、イーディの世話を行う介護施設の担当者が屋敷を訪れると、そこにイーディの姿はなかった。
ドーン (Dawn)
エディスの母。47歳または48歳没。学生時代に訪れたインドのコルカタで夫となるサンジェイ（Sanjay Kumar）と出会い卒業後にインドへ移住するが、2002年に夫を亡くしたことを機に屋敷へ戻る。
一族の死の歴史を自分の子供に伝えたくないという思いが強く、エディスから尋ねられても多くを語ろうとしなかった。長男ルイスの葬儀を終えた後、一族の「呪い」から逃れるためエディスとともに屋敷を出る決意をする。その後、転居を繰り返しながらも2人で平穏に暮らしていたが、屋敷を出てから数年後に病気がちになり、やがて死を迎える。
エディス (Edith)
主人公。「イーディスJr.（Edith Jr.）」とも呼ばれる。物語本編では17歳で、妊娠22週目。相手の男性については一切明かされない。
11歳の時に屋敷を出るが母の死後に形見の鍵を手にして屋敷を再訪し、フィンチ家の歴史を辿りながら、生まれ来る子供に伝えるメッセージをノートに書き記していく。
物語冒頭でエディスのノートを持った人物がフェリーで島に向かう場面が挿入されるが、この人物はエディスの子供であることがエンディングで明かされる。エンディングではエディスが子供との対面前に死去したことが示唆され、子供が墓前に花を手向ける場面で物語が幕を閉じる。

### 家系図
生没年月日は、ゲーム内の墓石とエディスのノートに記されている。
|  |  |  |  |                              |                              |                              |                              |                              |                              |                              |                              |                                |                                |                                |                                |                                |                                |                                  |                                  |                                  |                                  |                                  |                                  |                                |                                |                                |                                |                                |                                |                            |                            | オーディン 1880-1937           | オーディン 1880-1937           | オーディン 1880-1937           | オーディン 1880-1937           | オーディン 1880-1937           | オーディン 1880-1937           |                                |                                | インゲボルグ （生没年不詳） | インゲボルグ （生没年不詳） | インゲボルグ （生没年不詳）      | インゲボルグ （生没年不詳）      | インゲボルグ （生没年不詳）      | インゲボルグ （生没年不詳）      |                                  |                                  |    |    |    |    |  |  |                                  |                                  |                                  |                                  |                                  |                                  |
|  |  |  |  |                              |                              |                              |                              |                              |                              |                              |                              |                                |                                |                                |                                |                                |                                |                                  |                                  |                                  |                                  |                                  |                                  |                                |                                |                                |                                |                                |                                |                            |                            | オーディン 1880-1937           | オーディン 1880-1937           | オーディン 1880-1937           | オーディン 1880-1937           | オーディン 1880-1937           | オーディン 1880-1937           |                                |                                | インゲボルグ （生没年不詳） | インゲボルグ （生没年不詳） | インゲボルグ （生没年不詳）      | インゲボルグ （生没年不詳）      | インゲボルグ （生没年不詳）      | インゲボルグ （生没年不詳）      |                                  |                                  |    |    |    |    |  |  |                                  |                                  |                                  |                                  |                                  |                                  |
|  |  |  |  |                              |                              |                              |                              |                              |                              |                              |                              |                                |                                |                                |                                |                                |                                |                                  |                                  |                                  |                                  |                                  |                                  |                                |                                |                                |                                |                                |                                |                            |                            |                                |                                |                                |                                |                                |                                |                                |                                |                             |                             |                                  |                                  |                                  |                                  |                                  |                                  |    |    |    |    |  |  |                                  |                                  |                                  |                                  |                                  |                                  |
|  |  |  |  |                              |                              |                              |                              |                              |                              |                              |                              |                                |                                |                                |                                |                                |                                |                                  |                                  |                                  |                                  |                                  |                                  |                                |                                |                                |                                |                                |                                |                            |                            |                                |                                |                                |                                |                                |                                |                                |                                |                             |                             |                                  |                                  |                                  |                                  |                                  |                                  |    |    |    |    |  |  |                                  |                                  |                                  |                                  |                                  |                                  |
|  |  |  |  |                              |                              |                              |                              |                              |                              |                              |                              |                                |                                |                                |                                |                                |                                |                                  |                                  |                                  |                                  |                                  |                                  | スヴェン 1915/06/17-1964/08/26 | スヴェン 1915/06/17-1964/08/26 | スヴェン 1915/06/17-1964/08/26 | スヴェン 1915/06/17-1964/08/26 | スヴェン 1915/06/17-1964/08/26 | スヴェン 1915/06/17-1964/08/26 |                            |                            | イーディ 1917/04/08-2010/12/05 | イーディ 1917/04/08-2010/12/05 | イーディ 1917/04/08-2010/12/05 | イーディ 1917/04/08-2010/12/05 | イーディ 1917/04/08-2010/12/05 | イーディ 1917/04/08-2010/12/05 |                                |                                | ヨハン （生没年不詳）       | ヨハン （生没年不詳）       | ヨハン （生没年不詳）            | ヨハン （生没年不詳）            | ヨハン （生没年不詳）            | ヨハン （生没年不詳）            |                                  |                                  |    |    |    |    |  |  |                                  |                                  |                                  |                                  |                                  |                                  |
|  |  |  |  |                              |                              |                              |                              |                              |                              |                              |                              |                                |                                |                                |                                |                                |                                |                                  |                                  |                                  |                                  |                                  |                                  | スヴェン 1915/06/17-1964/08/26 | スヴェン 1915/06/17-1964/08/26 | スヴェン 1915/06/17-1964/08/26 | スヴェン 1915/06/17-1964/08/26 | スヴェン 1915/06/17-1964/08/26 | スヴェン 1915/06/17-1964/08/26 |                            |                            | イーディ 1917/04/08-2010/12/05 | イーディ 1917/04/08-2010/12/05 | イーディ 1917/04/08-2010/12/05 | イーディ 1917/04/08-2010/12/05 | イーディ 1917/04/08-2010/12/05 | イーディ 1917/04/08-2010/12/05 |                                |                                | ヨハン （生没年不詳）       | ヨハン （生没年不詳）       | ヨハン （生没年不詳）            | ヨハン （生没年不詳）            | ヨハン （生没年不詳）            | ヨハン （生没年不詳）            |                                  |                                  |    |    |    |    |  |  |                                  |                                  |                                  |                                  |                                  |                                  |
|  |  |  |  |                              |                              |                              |                              |                              |                              |                              |                              |                                |                                |                                |                                |                                |                                |                                  |                                  |                                  |                                  |                                  |                                  |                                |                                |                                |                                |                                |                                |                            |                            |                                |                                |                                |                                |                                |                                |                                |                                |                             |                             |                                  |                                  |                                  |                                  |                                  |                                  |    |    |    |    |  |  |                                  |                                  |                                  |                                  |                                  |                                  |
|  |  |  |  |                              |                              |                              |                              |                              |                              |                              |                              |                                |                                |                                |                                |                                |                                |                                  |                                  |                                  |                                  |                                  |                                  |                                |                                |                                |                                |                                |                                |                            |                            |                                |                                |                                |                                |                                |                                |                                |                                |                             |                             |                                  |                                  |                                  |                                  |                                  |                                  |    |    |    |    |  |  |                                  |                                  |                                  |                                  |                                  |                                  |
|  |  |  |  |                              |                              |                              |                              |                              |                              |                              |                              |                                |                                |                                |                                |                                |                                |                                  |                                  |                                  |                                  |                                  |                                  |                                |                                |                                |                                |                                |                                |                            |                            |                                |                                |                                |                                |                                |                                |                                |                                |                             |                             |                                  |                                  |                                  |                                  |                                  |                                  |    |    |    |    |  |  |                                  |                                  |                                  |                                  |                                  |                                  |
|  |  |  |  |                              |                              |                              |                              |                              |                              |                              |                              |                                |                                |                                |                                |                                |                                |                                  |                                  |                                  |                                  |                                  |                                  |                                |                                |                                |                                |                                |                                |                            |                            |                                |                                |                                |                                |                                |                                |                                |                                |                             |                             |                                  |                                  |                                  |                                  |                                  |                                  |    |    |    |    |  |  |                                  |                                  |                                  |                                  |                                  |                                  |
|  |  |  |  | モリー 1937/12/11-1947/12/13 | モリー 1937/12/11-1947/12/13 | モリー 1937/12/11-1947/12/13 | モリー 1937/12/11-1947/12/13 | モリー 1937/12/11-1947/12/13 | モリー 1937/12/11-1947/12/13 |                              |                              | バーバラ 1944/10/31-1960/10/31 | バーバラ 1944/10/31-1960/10/31 | バーバラ 1944/10/31-1960/10/31 | バーバラ 1944/10/31-1960/10/31 | バーバラ 1944/10/31-1960/10/31 | バーバラ 1944/10/31-1960/10/31 |                                  |                                  | カルビン 1950/04/25-1961/09/23   | カルビン 1950/04/25-1961/09/23   | カルビン 1950/04/25-1961/09/23   | カルビン 1950/04/25-1961/09/23   | カルビン 1950/04/25-1961/09/23 | カルビン 1950/04/25-1961/09/23 |                                |                                | サム 1950/04/25-1983/07/16     | サム 1950/04/25-1983/07/16     | サム 1950/04/25-1983/07/16 | サム 1950/04/25-1983/07/16 | サム 1950/04/25-1983/07/16     | サム 1950/04/25-1983/07/16     |                                |                                |                                |                                | ケイ （生年不詳、生死不明）    | ケイ （生年不詳、生死不明）    | ケイ （生年不詳、生死不明） | ケイ （生年不詳、生死不明） | ケイ （生年不詳、生死不明）      | ケイ （生年不詳、生死不明）      |                                  |                                  | ？                               | ？                               | ？ | ？ | ？ | ？ |  |  | ウォルター 1952/08/26-2005/03/31 | ウォルター 1952/08/26-2005/03/31 | ウォルター 1952/08/26-2005/03/31 | ウォルター 1952/08/26-2005/03/31 | ウォルター 1952/08/26-2005/03/31 | ウォルター 1952/08/26-2005/03/31 |
|  |  |  |  | モリー 1937/12/11-1947/12/13 | モリー 1937/12/11-1947/12/13 | モリー 1937/12/11-1947/12/13 | モリー 1937/12/11-1947/12/13 | モリー 1937/12/11-1947/12/13 | モリー 1937/12/11-1947/12/13 |                              |                              | バーバラ 1944/10/31-1960/10/31 | バーバラ 1944/10/31-1960/10/31 | バーバラ 1944/10/31-1960/10/31 | バーバラ 1944/10/31-1960/10/31 | バーバラ 1944/10/31-1960/10/31 | バーバラ 1944/10/31-1960/10/31 |                                  |                                  | カルビン 1950/04/25-1961/09/23   | カルビン 1950/04/25-1961/09/23   | カルビン 1950/04/25-1961/09/23   | カルビン 1950/04/25-1961/09/23   | カルビン 1950/04/25-1961/09/23 | カルビン 1950/04/25-1961/09/23 |                                |                                | サム 1950/04/25-1983/07/16     | サム 1950/04/25-1983/07/16     | サム 1950/04/25-1983/07/16 | サム 1950/04/25-1983/07/16 | サム 1950/04/25-1983/07/16     | サム 1950/04/25-1983/07/16     |                                |                                |                                |                                | ケイ （生年不詳、生死不明）    | ケイ （生年不詳、生死不明）    | ケイ （生年不詳、生死不明） | ケイ （生年不詳、生死不明） | ケイ （生年不詳、生死不明）      | ケイ （生年不詳、生死不明）      |                                  |                                  | ？                               | ？                               | ？ | ？ | ？ | ？ |  |  | ウォルター 1952/08/26-2005/03/31 | ウォルター 1952/08/26-2005/03/31 | ウォルター 1952/08/26-2005/03/31 | ウォルター 1952/08/26-2005/03/31 | ウォルター 1952/08/26-2005/03/31 | ウォルター 1952/08/26-2005/03/31 |
|  |  |  |  |                              |                              |                              |                              |                              |                              |                              |                              |                                |                                |                                |                                |                                |                                |                                  |                                  |                                  |                                  |                                  |                                  |                                |                                |                                |                                |                                |                                |                            |                            |                                |                                |                                |                                |                                |                                |                                |                                |                             |                             |                                  |                                  |                                  |                                  |                                  |                                  |    |    |    |    |  |  |                                  |                                  |                                  |                                  |                                  |                                  |
|  |  |  |  |                              |                              |                              |                              |                              |                              |                              |                              |                                |                                |                                |                                |                                |                                |                                  |                                  |                                  |                                  |                                  |                                  |                                |                                |                                |                                |                                |                                |                            |                            |                                |                                |                                |                                |                                |                                |                                |                                |                             |                             |                                  |                                  |                                  |                                  |                                  |                                  |    |    |    |    |  |  |                                  |                                  |                                  |                                  |                                  |                                  |
|  |  |  |  |                              |                              |                              |                              |                              |                              |                              |                              |                                |                                |                                |                                |                                |                                | サンジェイ 1966/09/06-2002/02/22 | サンジェイ 1966/09/06-2002/02/22 | サンジェイ 1966/09/06-2002/02/22 | サンジェイ 1966/09/06-2002/02/22 | サンジェイ 1966/09/06-2002/02/22 | サンジェイ 1966/09/06-2002/02/22 |                                |                                | ドーン 1968-2016               | ドーン 1968-2016               | ドーン 1968-2016               | ドーン 1968-2016               | ドーン 1968-2016           | ドーン 1968-2016           |                                |                                | ガス 1969/06/20-1982/11/08     | ガス 1969/06/20-1982/11/08     | ガス 1969/06/20-1982/11/08     | ガス 1969/06/20-1982/11/08     | ガス 1969/06/20-1982/11/08     | ガス 1969/06/20-1982/11/08     |                             |                             | グレゴリー 1976/01/12-1977/12/19 | グレゴリー 1976/01/12-1977/12/19 | グレゴリー 1976/01/12-1977/12/19 | グレゴリー 1976/01/12-1977/12/19 | グレゴリー 1976/01/12-1977/12/19 | グレゴリー 1976/01/12-1977/12/19 |    |    |    |    |  |  |                                  |                                  |                                  |                                  |                                  |                                  |
|  |  |  |  |                              |                              |                              |                              |                              |                              |                              |                              |                                |                                |                                |                                |                                |                                | サンジェイ 1966/09/06-2002/02/22 | サンジェイ 1966/09/06-2002/02/22 | サンジェイ 1966/09/06-2002/02/22 | サンジェイ 1966/09/06-2002/02/22 | サンジェイ 1966/09/06-2002/02/22 | サンジェイ 1966/09/06-2002/02/22 |                                |                                | ドーン 1968-2016               | ドーン 1968-2016               | ドーン 1968-2016               | ドーン 1968-2016               | ドーン 1968-2016           | ドーン 1968-2016           |                                |                                | ガス 1969/06/20-1982/11/08     | ガス 1969/06/20-1982/11/08     | ガス 1969/06/20-1982/11/08     | ガス 1969/06/20-1982/11/08     | ガス 1969/06/20-1982/11/08     | ガス 1969/06/20-1982/11/08     |                             |                             | グレゴリー 1976/01/12-1977/12/19 | グレゴリー 1976/01/12-1977/12/19 | グレゴリー 1976/01/12-1977/12/19 | グレゴリー 1976/01/12-1977/12/19 | グレゴリー 1976/01/12-1977/12/19 | グレゴリー 1976/01/12-1977/12/19 |    |    |    |    |  |  |                                  |                                  |                                  |                                  |                                  |                                  |
|  |  |  |  |                              |                              |                              |                              |                              |                              |                              |                              |                                |                                |                                |                                |                                |                                |                                  |                                  |                                  |                                  |                                  |                                  |                                |                                |                                |                                |                                |                                |                            |                            |                                |                                |                                |                                |                                |                                |                                |                                |                             |                             |                                  |                                  |                                  |                                  |                                  |                                  |    |    |    |    |  |  |                                  |                                  |                                  |                                  |                                  |                                  |
|  |  |  |  |                              |                              |                              |                              |                              |                              |                              |                              |                                |                                |                                |                                |                                |                                |                                  |                                  |                                  |                                  |                                  |                                  |                                |                                |                                |                                |                                |                                |                            |                            |                                |                                |                                |                                |                                |                                |                                |                                |                             |                             |                                  |                                  |                                  |                                  |                                  |                                  |    |    |    |    |  |  |                                  |                                  |                                  |                                  |                                  |                                  |
|  |  |  |  |                              |                              |                              |                              |                              |                              | ルイス 1988/12/27-2010/11/21 | ルイス 1988/12/27-2010/11/21 | ルイス 1988/12/27-2010/11/21   | ルイス 1988/12/27-2010/11/21   | ルイス 1988/12/27-2010/11/21   | ルイス 1988/12/27-2010/11/21   |                                |                                | ミルトン 1992/05/19-（生死不明） | ミルトン 1992/05/19-（生死不明） | ミルトン 1992/05/19-（生死不明） | ミルトン 1992/05/19-（生死不明） | ミルトン 1992/05/19-（生死不明） | ミルトン 1992/05/19-（生死不明） |                                |                                | ？                             | ？                             | ？                             | ？                             | ？                         | ？                         |                                |                                | エディス 1999/02/14-2017/01/18 | エディス 1999/02/14-2017/01/18 | エディス 1999/02/14-2017/01/18 | エディス 1999/02/14-2017/01/18 | エディス 1999/02/14-2017/01/18 | エディス 1999/02/14-2017/01/18 |                             |                             |                                  |                                  |                                  |                                  |                                  |                                  |    |    |    |    |  |  |                                  |                                  |                                  |                                  |                                  |                                  |
|  |  |  |  |                              |                              |                              |                              |                              |                              | ルイス 1988/12/27-2010/11/21 | ルイス 1988/12/27-2010/11/21 | ルイス 1988/12/27-2010/11/21   | ルイス 1988/12/27-2010/11/21   | ルイス 1988/12/27-2010/11/21   | ルイス 1988/12/27-2010/11/21   |                                |                                | ミルトン 1992/05/19-（生死不明） | ミルトン 1992/05/19-（生死不明） | ミルトン 1992/05/19-（生死不明） | ミルトン 1992/05/19-（生死不明） | ミルトン 1992/05/19-（生死不明） | ミルトン 1992/05/19-（生死不明） |                                |                                | ？                             | ？                             | ？                             | ？                             | ？                         | ？                         |                                |                                | エディス 1999/02/14-2017/01/18 | エディス 1999/02/14-2017/01/18 | エディス 1999/02/14-2017/01/18 | エディス 1999/02/14-2017/01/18 | エディス 1999/02/14-2017/01/18 | エディス 1999/02/14-2017/01/18 |                             |                             |                                  |                                  |                                  |                                  |                                  |                                  |    |    |    |    |  |  |                                  |                                  |                                  |                                  |                                  |                                  |
|  |  |  |  |                              |                              |                              |                              |                              |                              |                              |                              |                                |                                |                                |                                |                                |                                |                                  |                                  |                                  |                                  |                                  |                                  |                                |                                |                                |                                |                                |                                |                            |                            |                                |                                |                                |                                |                                |                                |                                |                                |                             |                             |                                  |                                  |                                  |                                  |                                  |                                  |    |    |    |    |  |  |                                  |                                  |                                  |                                  |                                  |                                  |
|  |  |  |  |                              |                              |                              |                              |                              |                              |                              |                              |                                |                                |                                |                                |                                |                                |                                  |                                  |                                  |                                  |                                  |                                  |                                |                                |                                |                                |                                |                                | ？                         |                            |                                |                                |                                |                                |                                |                                |                                |                                |                             |                             |                                  |                                  |                                  |                                  |                                  |                                  |    |    |    |    |  |  |                                  |                                  |                                  |                                  |                                  |                                  |

## 開発

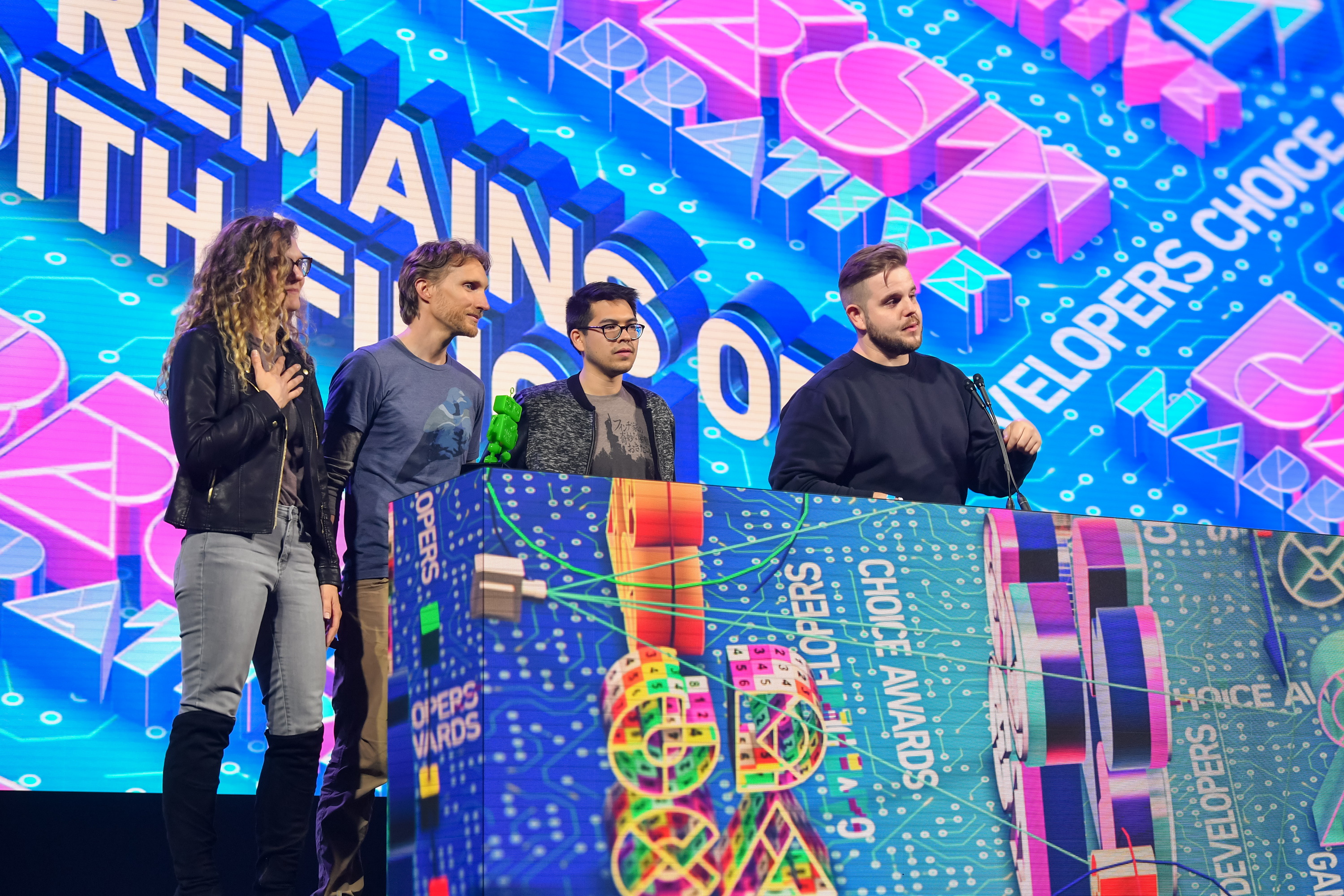
2018 Game Developers Choice AwardsでのGiant Sparrowのメンバー。左から、Chelsea Hash, Ian Dallas, Michael Kwan, Chris Bell。

本作の開発は、美しく圧倒的なものを見つけた瞬間を感じさせるインタラクティブな体験を作りたいという考えを開発チームが抱いたことがきっかけとなっている。開発当初のプロトタイプ版の内容は、ワシントン州で育ったディレクターのIan Dallasの思い出を基にしたスキューバダイビングシミュレーターだったが、海中が舞台であることに起因する様々な難しさに直面しアイデアは破棄された。ただし、海中でストーリーを伝える方法として検討されていた、テキストを世界に挿入するという表現は完成版に受け継がれている。
物語の構成について、初期段階では、ジェフリー・チョーサーの文学『カンタベリー物語』で用いられた枠物語の形式で高校生のグループが各自の物語を語るというものだったが、それから数か月後には家族の物語として組み立てることが理にかなっているとの考えに至った。Dallasは、インスピレーションを得るために、本作と同じく一族の物語を扱っているガブリエル・ガルシア＝マルケスの小説『百年の孤独』を調べたとしている。また、フィンチ家の各人物の最期を曖昧にしていることについては、ハワード・フィリップス・ラヴクラフトやエドガー・アラン・ポーの怪奇フィクション作品の影響を強く受けたと語っている。
当初の開発はソニー・インタラクティブエンタテインメントの社内組織であるSIEサンタモニカスタジオとともに進めており、2013年1月にソニーと提携後、2014年開催のイベント「PlayStation Experience」の中でPlayStation 4専用タイトルとして正式に発表された。その後、ソニーの焦点がインディーゲームから離れたことで発売が宙に浮きかけたが、2016年12月にアンナプルナ・インタラクティブが設立された際に発売元がそちらへ移管した。アンナプルナには、一緒に仕事をしていたSIEサンタモニカスタジオのスタッフ数人が移籍している。ソニーが関与していた時期にはグレゴリーが浴室で溺れるシーンとルイスが工場で魚の頭を切り落とすシーンをスケジュールの都合でカットすることが検討され、前者については赤ちゃんが危険にさらされる演出にソニーから懸念が示されていたが、移管後の元SIEサンタモニカスタジオスタッフの意向によりカットを免れた。

## 受賞
| 年   | 賞                               | 部門                                                                                | 結果       | 出典          |
| ---- | -------------------------------- | ----------------------------------------------------------------------------------- | ---------- | ------------- |
| 2017 | Golden Joystick Awards           | Best Storytelling                                                                   | ノミネート | [ 5 ]         |
| 2017 | Golden Joystick Awards           | Best Indie Game                                                                     | ノミネート | [ 5 ]         |
| 2017 | Golden Joystick Awards           | Ultimate Game of the Year                                                           | ノミネート | [ 5 ]         |
| 2017 | The Game Awards 2017             | Best Narrative                                                                      | 受賞       | [ 6 ]         |
| 2017 | The Game Awards 2017             | Games for Impact                                                                    | ノミネート | [ 6 ]         |
| 2017 | The Game Awards 2017             | Best Independent Game                                                               | ノミネート | [ 6 ]         |
| 2017 | Titanium Awards                  | Game of the Year                                                                    | ノミネート | [ 7 ]         |
| 2017 | Titanium Awards                  | Best Indie Game                                                                     | ノミネート | [ 7 ]         |
| 2017 | Titanium Awards                  | Best Narrative Design                                                               | ノミネート | [ 7 ]         |
| 2018 | New York Game Awards 2018        | Big Apple Award for Best Game of the Year                                           | ノミネート | [ 8 ]         |
| 2018 | New York Game Awards 2018        | Off-Broadway Award for Best Indie Game                                              | ノミネート | [ 8 ]         |
| 2018 | New York Game Awards 2018        | Herman Melville Award for Best Writing                                              | ノミネート | [ 8 ]         |
| 2018 | New York Game Awards 2018        | Statue of Liberty Award for Best World                                              | ノミネート | [ 8 ]         |
| 2018 | New York Game Awards 2018        | Great White Way Award for Best Acting in a Game （Valerie Rose Lohman：エディス役） | ノミネート | [ 8 ]         |
| 2018 | 第21回D.I.C.E. Awards            | Outstanding Achievement in Story                                                    | ノミネート | [ 9 ]         |
| 2018 | 第21回D.I.C.E. Awards            | Outstanding Achievement in Game Direction                                           | ノミネート | [ 9 ]         |
| 2018 | NAVGTR Awards                    | Camera Direction in a Game Engine                                                   | ノミネート | [ 10 ]        |
| 2018 | NAVGTR Awards                    | Game Design, New IP                                                                 | ノミネート | [ 10 ]        |
| 2018 | NAVGTR Awards                    | Game, Original Adventure                                                            | 受賞       | [ 10 ]        |
| 2018 | NAVGTR Awards                    | Lighting/Texturing                                                                  | 受賞       | [ 10 ]        |
| 2018 | NAVGTR Awards                    | Original Light Mix Score, New IP                                                    | ノミネート | [ 10 ]        |
| 2018 | Italian Video Game Awards        | Game of the Year                                                                    | ノミネート | [ 11 ]        |
| 2018 | Italian Video Game Awards        | Best Narrative                                                                      | ノミネート | [ 11 ]        |
| 2018 | Italian Video Game Awards        | Best Indie Game                                                                     | 受賞       | [ 11 ]        |
| 2018 | Italian Video Game Awards        | Game Beyond Entertainment                                                           | ノミネート | [ 11 ]        |
| 2018 | SXSW Gaming Awards               | Excellence in Narrative                                                             | 受賞       | [ 12 ]        |
| 2018 | SXSW Gaming Awards               | Matthew Crump Cultural Innovation Award                                             | ノミネート | [ 12 ]        |
| 2018 | Game Developers Choice Awards    | Innovation Award                                                                    | ノミネート | [ 13 ]        |
| 2018 | Game Developers Choice Awards    | Best Narrative                                                                      | 受賞       | [ 13 ]        |
| 2018 | 第14回英国アカデミー賞ゲーム部門 | Best Game                                                                           | 受賞       | [ 14 ] [ 15 ] |
| 2018 | 第14回英国アカデミー賞ゲーム部門 | Game Design                                                                         | ノミネート | [ 14 ] [ 15 ] |
| 2018 | 第14回英国アカデミー賞ゲーム部門 | Game Innovation                                                                     | ノミネート | [ 14 ] [ 15 ] |
| 2018 | 第14回英国アカデミー賞ゲーム部門 | Music                                                                               | ノミネート | [ 14 ] [ 15 ] |
| 2018 | 第14回英国アカデミー賞ゲーム部門 | Narrative                                                                           | ノミネート | [ 14 ] [ 15 ] |
| 2018 | 第14回英国アカデミー賞ゲーム部門 | Original Property                                                                   | ノミネート | [ 14 ] [ 15 ] |
| 2018 | 第14回英国アカデミー賞ゲーム部門 | Performer （Valerie Rose Lohman：エディス役）                                       | ノミネート | [ 14 ] [ 15 ] |
| 2018 | 2018 Webby Awards                | Best Art Direction                                                                  | ノミネート | [ 16 ]        |
| 2018 | 2018 Webby Awards                | Best Game Design                                                                    | ノミネート | [ 16 ]        |
| 2018 | 2018 Games for Change Awards     | Best Gameplay                                                                       | 受賞       | [ 17 ]        |